# ティントレット (小惑星)
ティントレット (9906 Tintoretto) は、小惑星帯の小惑星のひとつ。パロマー天文台のトム・ゲーレルスとライデン天文台のファン・ハウテン夫妻が発見した。
イタリアルネサンス期の画家、ティントレットから命名された。